# سينادور ألكسندر كوستا
سينادور الكسندر كوستا هي بلدية في ولاية مارانهاو في المنطقة الشمالية الشرقية من البرازيل.